# Актобе (аеропорт)
Міжнародний аеропорт «Актобе» (каз. Ақтөбе халықаралық әуежайы) (IATA: AKX, ICAO: UATT) — міжнародний аеропорт міста Актобе в Казахстані. Знаходиться на південно-західній околиці міста, за 3,5 км на південь від залізничної станції Актобе.

## Історія
Аеропорт був створений у серпні 1933 році під назвою «Актюбінськ». У лютому 1935 року у місті було створено північно-Казахстанське управління цивільної авіації. У 1947 році аеропорт був оснащений засобами навігації та посадки повітряних суден. У 1967 році в експлуатацію була введена штучна злітно-посадкова смуга. У 1947 році був введений в експлуатацію склад паливно-мастильних матеріалів.
У 1975 році в експлуатацію введена будівля аеровокзалу, а у 1984 — будівля авіаційно-технічної бази.
У грудні 1993 року Актюбінське авіапідприємство було реорганізоване в АТвТ «Актюбінське авіапідприємство» і Актюбінська філія РГП «Казаеронавігація». 16 серпня 1996 року зі складу національної авіакомпанії каз. «Қазақстан Әуе Жолы» було вивидено ВАТ «Міжнародний Аеропорт Актобе». 12 січня 1999 року, відповідно до Закону РК від 10 липня 1998 р. № 281 «Про акціонерні товариства», проведена перереєстрація ВАТ «Міжнародний Аеропорт Актобе»;

## Технічні характеристики
- Аеродром має злітно-посадкову смугу зі штучним покриттям, орієнтовану за МКП (Магнітним курсом посадки) 126º-306º.
- Клас аеродрому — Б.
- Фактична довжина ЗПС: 3203 м.
- Загальна ширина ЗПС: 62 м.
- Робоча ширина ЗПС: 46 м.
- Ширина ЗПС з розширенням (кишені для розвороту повітряного судна): біля порога з МКП-126º — 96 м.; біля порога з МКП-306 º — 96 м.
- ЗПС має залізобетонне покриття товщиною 18 см, узбіччя 14 см.
- Класифікаційне число штучного покриття аеродрому (PCN) дорівнює 50/R/A/X/T/.
- На аеродромі Актобе в 2005 році встановлена комплексна радіотехнічна аеродромна станція КРАМС-4.
- Площа перону дорівнює 76 500 м². На пероні є 7 стоянок. Площа місць стоянок від 8 по 16 = 20 000 м². Площа місць стоянок з 17 по 21 = 13 000 м². Всього місць стоянок 21.
- Перон і МС мають покриття з аеродромних плит ПАГ-18 і ПАГ-14.

## Реконструкція аеропорту
Розвиток аеропорту Актобе, як одного з основних повітряних транспортних вузлів Західного Казахстану, пов'язаний з реалізацією транспортної стратегії Республіки Казахстан до 2015 року, розробленої Міністерством транспорту і комунікацій РК, і схваленої Президентом Республіки Казахстан.
В рамках цієї стратегії в аеропорту м. Актобе завершилася реалізація державної програми з реконструкції та модернізації аеропортового комплексу, розпочата в 2005 році. Згідно з цією програмою в 2008 році була завершена реконструкція аеропорту.
Проведена повна реконструкція аеровокзалу із збільшенням додаткової площі на 4,7 тис. м². Загальна площа аеровокзалу в на сьогодні становить 9,8 тис. м². Побудований склад тимчасового зберігання вантажів (СТЗ). Введена в експлуатацію нова трансформаторна підстанція, яка дозволила збільшити потужність в 2,5 рази.
Реконструкція ЗПС і аеровокзального комплексу, наявність нової сучасної техніки та обладнання дозволило аеропорту Актобе:
- Довести технічні характеристики аеродрому і аеровокзалу у відповідність міжнародним стандартам та рекомендаціям ІКАО. У зв'язку з цим аеропорту присвоєна 1-а категорія ІКАО.
- Підняти пропускну спроможність аеровокзалу від 200 до 500 пасажирів на годину і підвищити культуру обслуговування пасажирів з наданням максимально комфортних умов.
- Приймати всі типи повітряних суден без обмеження максимальної злітної маси.
- Розширити пропускну здатність аеропорту з прийому та випуску повітряних суден до 50 бортів на добу і забезпечити надійну безпеку польотів згідно з міжнародними вимогами.
- Підвищити обсяг прийнятих вантажів і їх обробку до 60 тонн одночасно. Довести кількість рейсів вже в 2010 році до 4 тисяч,  у тому числі рейсів вантажних.

## Авіалінії та напрямки

### Пасажирські
| Авіакомпанія    | Пункт призначення                       |
| --------------- | --------------------------------------- |
| Aeroflot        | Москва-Шереметьєво                      |
| Air Astana      | Алмати, Нур-Султан                      |
| Bek Air         | Алмати, Нур-Султан                      |
| Qazaq Air       | Шимкент, Атирау                         |
| SCAT            | Актау, Нур-Султан                       |
| Sunday Airlines | Сезонний чартер: Анталія, Шарм-ель-Шейх |

### Вантажні
| Авіакомпанія      | Пункт призначення       |
| ----------------- | ----------------------- |
| Silk Way Airlines | Актау, Атирау, Уральськ |

## Ресурси Інтернету
- Офіційний сайт аеропорту Актобе [Архівовано 4 березня 2010 у Wayback Machine.]